# Косьяненко, Катерина Владимировна
Косьяненко Катерина Владимировна (род. 21 ноября 1978, Киев) — украинская художница, Заслуженный художник Украины (22 января 2019 года). Член Национального союза художников Украины (с 2002), магистр живописи (c 2005). Член Ассоциации «Украина — Франция». Работает в жанре станковой живописи.

## Биография
В 2002 г. окончила Национальную академию изобразительного искусства и архитектуры (Национальная академия изобразительного искусства и архитектуры), ассистентуру НАОМА (2005).

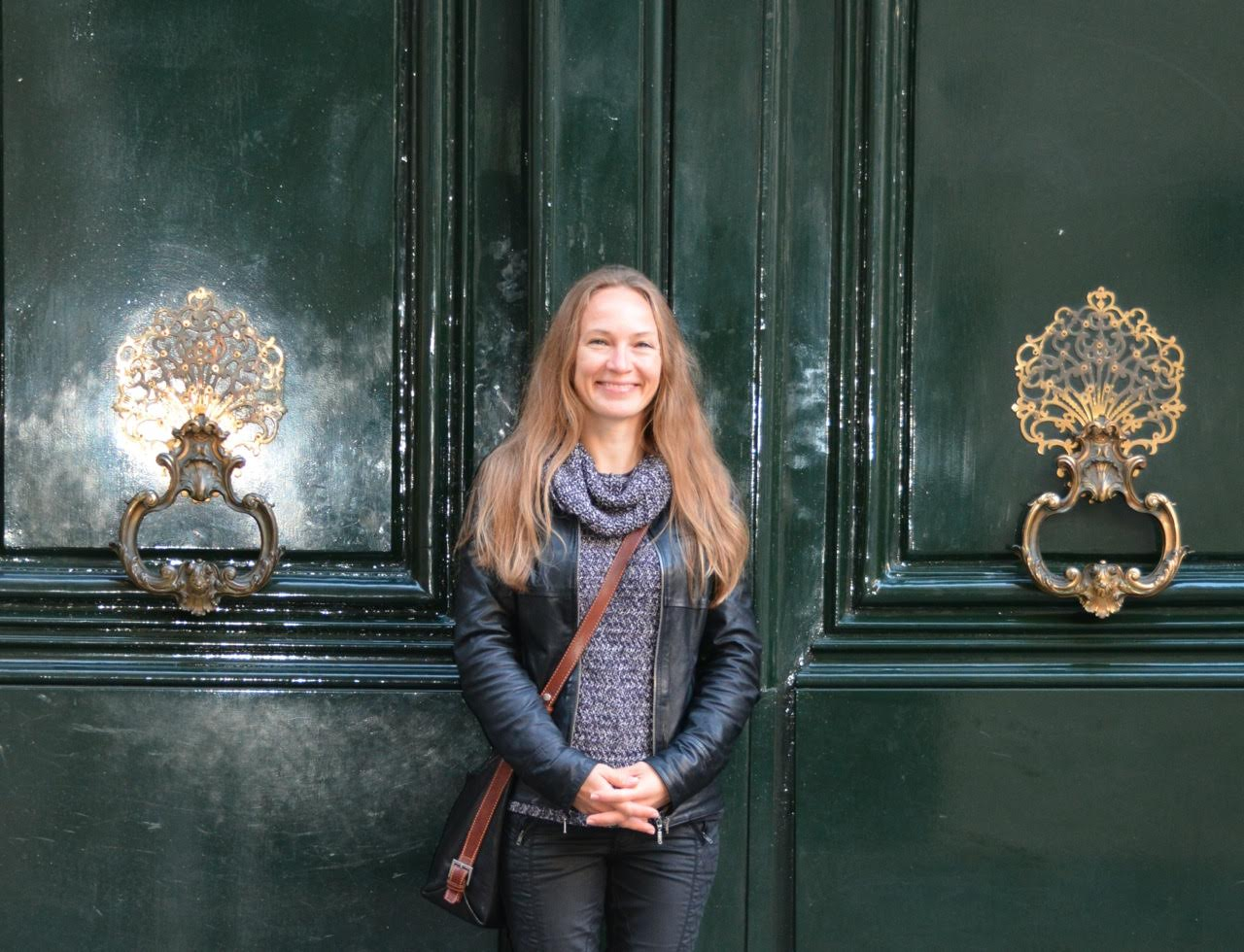

Участница всеукраинских и международных выставок (с 1999). В активе художницы 33 персональных выставок живописи и графики (Киев, Черкассы, Париж, Краков, Ницца, Абу-Даби, Ольштын, Варшава).
В 2009 г. художница прошла стажировку в Cite internationale Des arts (Париж).
Живопись художницы стилистически близка к произведениям народного украинского изобразительного искусства, иконописи эпохи украинского барокко. Её картины называют «аутентичными», «этнографическим фигуративом».
Создает станковые картины, работает в театре и кино, пишет иконы.
Автор живописных серий: «Тени забытых предков» (2001-02), «Календар» (2003-05), «Оболонские святые» (2012-13), «Sweets and Spicies» (2013), «Мамаи и Мамаивны», «Короткий метр» (обе серии — 2004-14), «Графитти для Анны» (2016, награждена в 2018 Премией «Київ» в области изобразительного искусства им. Сергея Шишко), «Земля» (2016), «Киевляне и гости» (2017), «Сказки» (2018), «TERRA» (2018), "Список кораблей" (2019-20), "Victory" (2022) посвящена событиям российско-украинской войны.
Автор графических серий «Киев» и «Париж» (обе — 2017). Експонировались в галерее «Les Visages de nos Villes» (2017) и Культурно-информационном центре Украины в Париже (Франция, 2018), в Музее истории Киева (2018).

## Награды и премии
- 2003 г. — Первая премия на 100-м Осеннем Салоне в Париже (SALONE D’AUTOMNE ,1 er PRIX de PENTURE des Amis du SALONE D’AUTOMNE).
- 2004 г. — грант Президента Украины для талантливой молодежи.
- 2006 г. — серебряная медаль Академии искусств Украины.
- 2009 г. — 5-я Премия (номинация «Живопись») и медаль Лоренцо Великолепного (Lorenzo il Magnifico Award) VII Флорентийской Биеннале 2009 года (Biennale Internazionale dell’Arte Contemporanea a Firenza, Флорентийская Биеннале)[2].
- 2011 г. — Стипендия Министерства Культури Республики Польша «GAUDE POLONIA».
- 2018 г. — Премия «Київ» имени Сергея Шишко (в области изобразительного искусства).
- 2019 г. — присвоено почетное звание «Заслуженный художник Украины».